# Australska vaterpolska reprezentacija
Australska vaterpolska reprezentacija predstavlja državu Australiju u športu vaterpolu.
Od siječnja 2013. izbornik reprezentacije je hrvatski trener Elvis Fatović.
Krovna ustanova:

## Nastupi na velikim natjecanjima

### Olimpijske igre
- 1948.: 17. mjesto
- 1952.: 17. mjesto
- 1956.: 9. mjesto
- 1960.: 15. mjesto
- 1964.: 12. mjesto
- 1968.: kvalificirali su se, ali nisu nastupali
- 1972.: 12. mjesto
- 1976.: 11. mjesto
- 1980.: 7. mjesto
- 1984.: 5. mjesto
- 1988.: 8. mjesto
- 1992.: 5. mjesto
- 2000.: 8. mjesto
- 2004.: 9. mjesto
- 2008.: 8. mjesto
- 2012.: 7. mjesto
- 2020.: 9. mjesto

### Svjetska prvenstva
Tradicionalno je bila najjača oceanijska momčad, te je bivala redovitom sudionicom SP-a u vaterpolu.
Na značaju su počeli dobivati 1990-ih, a od većih uspjeha, valja navesti pobjedu nad Hrvatskom na SP-u u Barceloni 2003.
- 1973.: 14. mjesto
- 1975.: 11. mjesto
- 1978.: 9. mjesto
- 1982.: 11. mjesto
- 1986.: 10. mjesto
- 1991.: 8. mjesto
- 1994.: 10. mjesto
- 1998.: 4. mjesto
- 2001.: 10. mjesto
- 2003.: 7. mjesto
- 2005.: 10. mjesto
- 2007.: 10. mjesto
- 2009.: 10. mjesto
- 2011.: 9. mjesto
- 2013.: 8. mjesto
- 2019.: 6. mjesto
- 2022.: 11. mjesto

### Svjetski kupovi
- 1981.: 7. mjesto
- 1985.: 7. mjesto
- 1989.: 7. mjesto
- 1991.: 7. mjesto
- 1993.:  bronca
- 1999.: 8. mjesto
- 2010.: 6. mjesto
- 2014.: 5. mjesto
- 2018.:  srebro

### Svjetske lige
- 2003.: 7. mjesto
- 2004.: 7. mjesto
- 2005.: 11. mjesto
- 2006.: 4. mjesto
- 2007.:  bronca
- 2008.:  bronca
- 2009.: 6. mjesto
- 2010.: 4. mjesto
- 2011.: 6. mjesto
- 2012.: 7. mjesto
- 2017.: 7. mjesto
- 2018.: 6. mjesto
- 2019.:  bronca

## Sastavi na svjetskim prvenstvima
- 2007.: James Stanton, Daniel Marsden, Trent Franklin, Pietro Figlioli, Robert Maitland, Anthony Martin, Tim Neesham, Sam McGregor, Thomas Whalan, Gavin Woods, John Cotterill, Jamie Beadsworth, Laurie Trettel
izbornik: David Neesham
- 2019.: Joel Dennerley, Richard Campbell, George Ford, Joe Kayes, Nathan Power, Lachlan Edwards, Aidan Roach, Aaron Younger, Andrew Ford, Timothy Putt, Rhys Howden, Blake Edwards, Anthony Hrysanthos; izbornik Elvis Fatović

## Vanjske poveznice
- Australski vaterpolo
- Australska vaterpolo liga  Arhivirana inačica izvorne stranice od 14. ožujka 2007. (Wayback Machine)